# Proshapalopus anomalus
Proshapalopus anomalus är en spindelart som först beskrevs av Cândido Firmino de Mello-Leitão 1923. 
Proshapalopus anomalus ingår i släktet Proshapalopus och familjen fågelspindlar. Inga underarter finns listade i Catalogue of Life.